# Meninos e Dragões
Meninos e Dragões é uma história em quadrinhos brasileira criada por Lucio Luiz (roteiro) e Flavio Soares (arte). A história é ambientada no Reino de Odilon, uma terra medieval onde cavaleiros, dragões e fadas, convivem com videogames, skate, futebol e outras referências modernas. A HQ foi vencedora do Prêmio Abril de Personagens de 2012, tendo sido publicada pela Abril Jovem no ano seguinte. Em 2014, ganhou o Prêmio Angelo Agostini de "melhor lançamento". Em 2019 foi indicado para o 31º Troféu HQMIX na categoria publicação infantil. Voltou a ser publicada em 2018 pela Jupati Books.